# Suzan Tamim
Suzan Abdul Sattar Tamim (سوزان تميم; * 23. September 1977 im Libanon; † 28. Juli 2008 in Dubai, auch: Susanne Tamim) war eine libanesische Popsängerin.

## Leben
Sie gewann im Jahr 1996 die libanesische Casting-Show „Studio Al Fan“ der Lebanese Broadcasting Corporation und galt mit mehreren Hits als hoffnungsvolles Talent. Allerdings war sie für ihre Eskapaden bekannt. Lange Zeit war sie in Frankreich verschwunden, bevor sie 2002 ihren ersten Mann Ali Muzannar heiratete. Die Ehe wurde bald wieder geschieden.
In zweiter Ehe war sie mit dem Produzenten Adel Matuk verheiratet. Matuk wurde ihr von Studio-Al-Fan-Chefin Simone Asmar vorgestellt mit der Bitte, sich um Suzan zu kümmern. Er sollte ihr Comeback vorbereiten. Es kam zu einem 15-Jahres-Vertrag zwischen seiner Firma Arab-European Production und ihr.
Doch nach einigen Monaten verlangte er von ihr, die Gesangskarriere aufzugeben und Hausfrau zu werden. Matuk gelang es durch einen Gerichtsbeschluss sogar, dass Suzan Tamim den Libanon nicht mehr verlassen durfte. Dennoch zog sie Ende 2007 nach Dubai, wo sie bis zuletzt alleine gelebt hat. Dort soll sie in Clubs aufgetreten und recht bekannt gewesen sein.

## Ermordung
Am Abend des 28. Juli 2008 fand man Suzan Tamim tot in ihrem Apartment in Dubai Marina. Sie war einige Stunden zuvor durch mehrere Messerstiche getötet und danach im Gesicht verunstaltet worden. Zu den Tatumständen war zunächst nichts bekannt. Ihr Ehemann war in Beirut, als ihn die Todesnachricht erreichte. Ein kurz nach der Tat festgenommener 39-jähriger Verdächtiger wurde nur wenige Tage nach seiner Verhaftung tot in seiner Zelle aufgefunden.
Nachdem die Regierung von Präsident Husni Mubarak weitere Berichterstattungen über den Fall verboten hatte, stellte sich ein Mitglied der Regierungspartei Nationaldemokratische Partei als verdächtig heraus. Der Bauunternehmer Hischam Talaat Mustafa soll seinem Angestellten Muhsen al-Sukkari, einem ehemaligen Polizisten, zwei Millionen Dollar für die Ermordung Tamims gezahlt haben. Der Mörder hinterließ am Tatort eine Vielzahl von Spuren (DNA-Spuren, blutiger Schuhabdruck, Tatwaffe, Identifikation durch Video-Aufzeichnung), sodass die Kriminalpolizei in Dubai schon nach wenigen Stunden Muhsen al-Sukkari als Täter identifiziert hatte. Der ägyptische Geheimdienst hatte Telefongespräche zwischen al-Sukkari und Mustafa abgehört, in denen sie die Ermordung der Sängerin diskutierten. Beide Männer wurden in Ägypten festgenommen und zum Tode verurteilt.
Ein Todesurteil muss von einem Mufti abgesegnet werden: Wie das Strafgericht Ende Juni 2009 mitteilte, bestätigte der Mufti von Ägypten, der Rechtsgelehrte Scheich Ali Gomaa, die bereits im Mai 2009 verkündeten Urteile gegen Talaat Mustafa und al-Sukkari.
Die zwei Verurteilten stellten am 4. Februar 2010 Antrag auf Revision des Strafverfahrens. Sie beteuerten ihre Unschuld. Das Gericht entschied am 4. März 2010, dass eine Revision des Verfahrens erfolgen soll.
Im Revisionsverfahren Ende September 2010 wurde Talaat Mustafa zu 15 Jahren und al-Sukkari zu lebenslanger Haft verurteilt.

## Diskografie
- 2002: Sakin Qalbi